# Metapenaeopsis lamellata
Metapenaeopsis lamellata е вид десетоного ракообразно от семейството на белите скариди (Penaeidae).

## Разпространение
Видът е разпространен в Индийския и Тихия океан.